# Тимберлејк (Охајо)
Тимберлејк (енгл. Timberlake) град је у америчкој савезној држави Охајо.

## Демографија
По попису из 2010. године број становника је 675, што је 100 (-12,9%) становника мање него 2000. године.
| Група             | 2000.       | 2010.       |
| Белци             | 758 (97,8%) | 643 (95,3%) |
| Афроамериканци    | 0 (0,0%)    | 4 (0,6%)    |
| Азијати           | 2 (0,3%)    | 4 (0,6%)    |
| Хиспаноамериканци | 11 (1,4%)   | 16 (2,4%)   |
| Укупно            | 775         | 675         |